# Trận cảng Hải Phòng
Trận cảng Hải Phòng (hay phía Mỹ gọi là chiến dịch Pocket Money) diễn ra từ ngày 9 tháng 5 năm 1972 khi Lực lượng Đặc nhiệm 77 của Hải quân Hoa Kỳ thực hiện chiến dịch thả bom đường không xuống cảng Hải Phòng chống lại Việt Nam Dân chủ Cộng hòa trong chiến tranh Việt Nam. Mục đích của phía Mỹ là chặn đứng hoặc làm chậm lại việc vận tải hàng hóa và vũ khí cho chiến dịch Nguyễn Huệ (một phần của Chiến dịch Xuân – Hè 1972 mà phía Mỹ gọi là chiến dịch Lễ Phục sinh - Easter Offensive, đã nổ ra từ ngày 30 tháng 3 năm 1972). Từ "pocket money" ám chỉ thủy lôi mà Mỹ sử dụng ở Bắc Việt Nam.

## Bối cảnh
Gần 85% trọng tải hàng hóa nhập khẩu của Bắc Việt Nam thông qua cảng Hải Phòng. Hoa Kỳ đã nhiều lần tính đến việc thả thủy lôi phong tỏa cảng này nhưng không thực hiện do lo ngại sẽ khiến Liên Xô hoặc Trung Quốc can thiệp. Hoa Kỳ đã bắt đầu rút quân khỏi Việt Nam vào tháng 6 năm 1969. Người Mỹ không muốn bị mất thể diện khi rút quân, nhất là khi Việt Nam Cộng Hòa làm mất tỉnh Quảng Trị trước cả khi Bắc Việt Nam bắt đầu chiến dịch Xuân Hè 1972.  Vào ngày 4 tháng 5, Chủ tịch Hội đồng Tham mưu trưởng Liên quân Hoa Kỳ Thomas Hinman Moorer ra lệnh cho chủ nhiệm tác chiến Hải quân Hoa Kỳ Elmo Zumwalt lập một kế hoạch phong tỏa bằng thủy lôi có mật danh là Pocket Money (tạm dịch: "tiền túi").

## Chuẩn bị
Chiến dịch này được sắp đặt để diễn ra đúng vào thời điểm Tổng thống Richard Nixon có bài phát biểu được truyền hình trực tiếp vào lúc 21:00 ngày 8 tháng 5 (theo múi giờ miền Đông Hoa Kỳ). Giai đoạn mở màn của chiến dịch được giao cho tàu sân bay USS Coral Sea. Chỉ huy không đoàn tàu sân bay Rogerr Sheets bàn bạc với thiếu tá hải quân phụ trách rải thủy lôi Harvey Eikel, sĩ quan chỉ huy phi đội VA-22, và đại úy Thủy quân Lục chiến Charlie Carr, sĩ quan hoa tiêu kiêm ném bom của chiếc dẫn đầu, có nhiệm vụ xác định góc phương vị tấn công hiệu quả và tính toán thời điểm rải thủy lôi. Ba chiếc A-6 Intruder sẽ mang theo những quả thủy lôi từ tính Mk-52 nặng 1.000 pound (450 kg) để thả xuống sông ở Hải Phòng, trong khi sáu chiếc A-7 Corsair II Hải quân mang thủy lôi cảm ứng âm thanh để thả xuống cửa biển. Mỗi chiếc máy bay mang được 4 quả thủy lôi.
Những quả thủy lôi Mk-52 dài 2m và có đường kính 48 cm. Chúng được gắn dù để làm giảm tốc độ khi rơi và được lắp mũi khí động học trong quá trình vận chuyển dưới cánh máy bay; nhưng Coral Sea chỉ có 6 chiếc mũi, do đó mỗi chiếc A-6 sẽ phải chịu lực cản của 2 quả thủy lôi không được bọc mũi.
Khi đó có 37 tàu treo cờ nước ngoài ở Hải Phòng: 16 tàu của Liên Xô, 5 của Trung Quốc, 5 của Somalia, 4 của Anh Quốc, 3 của Ba Lan, 2 của Cuba và 1 của Đông Đức. Thủy lôi được cài đặt trì hoãn 72 giờ trước khi kích hoạt, cho phép các tàu trung lập này có đủ thời gian để rời khỏi cảng, và một kíp hẹn giờ khác sẽ vô hiệu hóa thủy lôi sau 180 ngày.
Các tàu tuần dương tên lửa điều khiển USS Long Beach và USS Chicago đã di chuyển về phía bắc từ trạm PIRAZ ngoài khơi Hòn Mắt tới khu vực cách Hải Phòng 40 dặm (64 km) để bảo vệ phi vụ thả thủy lôi từ tầm thấp. Nhằm tránh những chiếc tiêm kích F-4 Phantom lộ diện trước hệ thống phòng không mặt đất của Bắc Việt Nam, những chiếc tuần dương hạm này được phép khai hỏa tên lửa RIM-8 Talos trong vùng bắn phá tự do khi giao tranh với các tiêm kích MiG bay đến từ sân bay Phúc Yên và sân bay Kép gần Hà Nội.
Một vùng bắn phá tự do ở độ cao trên 1,000 feet (300 m) được đề xuất cho các tuần dương hạm trong cuộc họp lên kế hoạch trên tàu Coral Sea. Chỉ huy trưởng Liên đội Sheets hạ vùng bắn phá tự do xuống 500 feet (150 m) do phi cơ thả thủy lôi sẽ bay dưới trần bay này và Sheets chưa bao giờ thấy máy bay MiG bay ở từ vài nghìn feet trở lên. Chuẩn Đô đốc Rembrandt C. Robinson, chỉ huy các tuần dương hạm và khu trục hạm của Hạm đội 7 Hoa Kỳ và thuộc cấp từ cuộc họp trở về soái hạm USS Providence lúc 22h45 ngày 8 tháng 5 trên chiếc phi cơ Sikorsky SH-3 Sea King. Chiếc phi cơ bị mất thăng bằng khi chuẩn bị hạ cánh xuống chiến hạm, va chạm với mạn sàn đỗ máy bay trên tàu và rơi xuống biển. Chuẩn Đô đốc chết chìm cùng chánh văn phòng và sĩ quan chỉ huy.

## Tiến hành
Sáng sớm ngày 9 tháng 5 năm 1972, một chiếc máy bay Lockheed EC-121 Warning Star đã cất cánh từ căn cứ không quân Đà Nẵng để hỗ trợ chiến dịch. Siêu tàu sân bay USS Kitty Hawk đã tung 17 chiếc máy bay có nhiệm vụ đánh nghi binh vào đoạn đường tàu tránh ở Nam Định. Phi đội từ tàu Kitty Hawk nhận thấy thời tiết xấu ở mục tiêu chính nên chuyển sang tập kích các mục tiêu thứ yếu lúc 8h40 và 8h45 sáng.
Cùng ngày, một biên đội tàu khu trục bắn phá các khẩu đổi pháo phòng không bảo vệ cảng Hải Phòng suốt 30 phút bằng pháo 127mm trước khi máy bay rải thủy lôi. Biên đội tàu khu trục này gồm các tàu USS Richard S. Edwards, Berkeley, Buchanan, và Myles C. Fox, chỉ huy biên đội là đại tá Robert Pace, người thay thế đô đốc Robinson.
Những chiếc A-6A Intruder của ''phi đội 242 Thủy quân Lục chiến Yểm trợ và Tấn công dưới mọi thời tiết'' (Marine All Weather Attack Fighter Squadron 242) rời USS Coral Sea lúc 8h40 cùng với các phi cơ A-7E Corsair từ phi đội VA-22 và VA-94, và một chiếc EKA-3B Skywarrior có nhiệm vụ gây nhiễu điện tử. Tàu Chicago phát lệnh chiến đấu lúc 8h40, và sau đó vài phút đã phóng 2 tên lửa Talos vào 2 chiếc MIG đang trực sẵn để đánh chặn các máy bay ném bom đang tới gần. Một chiếc MIG bị phá hủy.
Các máy bay ném bom của USS Coral Sea bắt đầu thả thủy lôi lúc 8h59. Sheets báo về tàu sân bay lúc 9h01 rằng thủy lôi đã được rải hết xuống vùng nước. USS Coral Sea chuyển tin này tới Nhà Trắng, nơi Nixon đang có bài phát biểu trên truyền hình. Khi đó Tổng thống Mỹ đang nói chậm rãi để tránh gây bất lợi tới nhiệm vụ này, nhưng khi đã nhận được tin, Nixon tuyên bố:
| I have ordered the following measures, which are being implemented as I am speaking to you. All entrances to North Vietnamese ports will be mined to prevent access to these ports and North Vietnamese naval operations from these ports. United States forces have been directed to take appropriate measures within the international and claimed territorial waters of North Vietnam to interdict the delivery of supplies. Rail and all communications will be cut off to the maximum extent possible. Air and naval strikes against North Vietnam will continue. | Tôi đã yêu cầu những biện pháp sau đây, những biện pháp đang được thực thi khi tôi đang nói với các bạn. Tất cả lối vào các cảng biển của Bắc Việt sẽ bị phong tỏa bởi thủy lôi, ngăn cản các chiến dịch hải quân của Bắc Việt từ những cảng này. Các lực lượng của Hoa Kỳ đã được lệnh sử dụng các biện pháp thích hợp trong vùng biển quốc tế và vùng lãnh hải đã được tuyên bố của Bắc Việt nhằm chặn đường tiếp tế. Đường sắt và mọi phương tiện truyền thông sẽ bị cắt đứt tới mức tối đa có thể. Các cuộc tập kích bằng không quân và hải quân vào Bắc Việt sẽ tiếp tục. |
| | |

Trong 3 ngày sau đó có thêm các phi vụ rải thủy lôi phong tỏa cảng Thanh Hóa, Phúc Lợi, Quảng Khê, Hòn Gai, Cẩm Phả và Đồng Hới. Trong năm 1972, các máy bay ném bom của Hải quân và Thủy quân Lục chiến Mỹ đã rải hơn 8.000 quả thủy lôi xuống vùng nước ven biển của Bắc Việt Nam và 3.000 quả vào các luồng lạch nội địa.

## Kết quả
Theo thống kê của Cục Vận tải Đường biển Việt Nam Dân chủ Cộng hòa, trong giai đoạn leo thang từ ngày 9 tháng 5 năm 1972, Mỹ đã phong tỏa tuyến duyên hải miền Bắc bằng 5.431 quả bom từ trường và thủy lôi các loại, trong đó tại Hải Phòng 1.735 quả và Quảng Ninh 1.142 quả.
Vào ngày 4 tháng 8 năm 1972, hàng chục quả thủy lôi khu vực cảng Hải Phòng phát nổ cùng lúc. Hải quân Hoa Kỳ xác định điều này gây ra bởi sự bức xạ từ tính phát ra từ một cơn bão Mặt trời diễn ra vào thời điểm đó; một nghiên cứu khoa học năm 2018 đã xác nhận điều này.
Trong số các tàu quốc tế có mặt tại cảng Hải Phòng khi đó, một tàu của Anh và bốn tàu Liên Xô đã rời cảng trước khi các quả thủy lôi được kích hoạt. Những con tàu còn lại nằm bất động trong 300 ngày cảng Hải Phòng bị đóng. Độ sâu của cảng giảm 61 cm do không thể nạo vét vì thủy lôi. Đại diện Hoa Kỳ tại Paris đã có đề nghị gỡ thủy lôi, đổi lại Hà Nội cần thả các tù nhân chiến tranh. Chiến dịch End Sweep của Hoa Kỳ đã gỡ những quả thủy lôi này từ ngày 6 tháng 2 - 27 tháng 7 năm 1973. USS Warrington bị hư hỏng không thể sửa chữa khi nó kích nổ một số quả thủy lôi cách Đồng Hới 20 dặm (32 km) về phía bắc vào ngày 17 tháng 7 năm 1973.

## Trích dẫn
1. ↑  Elleman & Paine (2006), tr. 179.
2. ↑  Sherwood (2001), tr. 84, 85.
3. 1 2 3 4  Sherwood (2001), tr. 85, 86.
4. 1 2  Osborne (1974), tr. 113–115.
5. ↑  Sherwood (2001), tr. 86.
6. ↑  Robinson, John G. "Pounding the Do Son Peninsula" (PDF). Naval Institute Proceedings. Truy cập ngày 18 tháng 6 năm 2013.
7. 1 2  "Operation Pocket Money". AvStop Online Magazine. Truy cập ngày 18 tháng 6 năm 2013.
8. ↑  da Silva, Roberto Ribeiro (ngày 13 tháng 1 năm 2020). "Inside America's daring plan to mine Haiphong Harbor". Navy Times. Truy cập ngày 29 tháng 8 năm 2021.
9. ↑  Sherwood (2001), tr. 87.
10. ↑  Sherwood (2001), tr. 88.
11. ↑  "Cuộc chiến chống phong tỏa đường biển: Khúc tráng ca của ngành Hàng hải Việt Nam | CỤC HÀNG HẢI VIỆT NAM". vinamarine.gov.vn. Bản gốc lưu trữ ngày 25 tháng 8 năm 2021. Truy cập ngày 25 tháng 8 năm 2021.
12. ↑  "Giant solar flare detonated mines during Vietnam War". Sky News. ngày 8 tháng 11 năm 2018. Truy cập ngày 11 tháng 11 năm 2018.
13. ↑  Knipp và đồng nghiệp (2018).
14. ↑  Sherwood (2001), tr. 85.
15. ↑  Elleman & Paine (2006), tr. 177-179.